# Atlantische Oceaan
De Atlantische Oceaan is de oceaan die de continenten Afrika en Europa in het oosten scheidt van de continenten Noord- en Zuid-Amerika in het westen. Na de Grote Oceaan is het zowel in oppervlakte als volume de tweede oceaan ter wereld. De Atlantische Oceaan bedekt ongeveer een vijfde deel van de Aarde. De oppervlakte bedraagt 76.762.000 km² en inclusief de aangrenzende zeeën 106.450.000 km². De gemiddelde diepte is 3926 m en inclusief aangrenzende zeeën 3332 m. Het diepste punt is de Milwaukeediepte in de trog van Puerto Rico op 8605 m onder zeeniveau. In de oceaan bevinden zich twee gyres (ringvormige zeestromingen): de Noord-Atlantische gyre en de Zuid-Atlantische gyre.

## Etymologie
De Oceaan dankt zijn naam aan Atlantis, het 'eiland van Atlas', volgens Plato de oudste zoon van Poseidon en de eerste koning van de mythische Atlantische beschaving. De Romeinen noemden de Atlantische Oceaan 'de zee van Hercules'

## Geografie

### Begrenzing
Met de Atlantische Oceaan wordt het S-vormige wateroppervlak ten oosten van Noord- en Zuid-Amerika en ten westen van Europa en Afrika bedoeld. Soms wordt er onderscheid gemaakt tussen een Zuidelijke en Noordelijke Atlantische Oceaan. De grens ligt rond de evenaar.
In het noorden gaat de Atlantische Oceaan over in de Noordelijke IJszee en de Labradorzee, twee watermassa's die worden gescheiden door Groenland.
Aan beide zijden van de oceaan liggen aangrenzende zeeën die soms tot dezelfde watermassa gerekend worden. Aan de oostkant ligt de Noordzee, die Groot-Brittannië van het vasteland van Europa scheidt. De Noordzee is via het Kattegat verbonden met de Oostzee, die Scandinavië scheidt van de rest van Europa. De Noordzee en Oostzee zijn, in tegenstelling tot de Labradorzee en de Noordelijke IJszee, grotendeels ondiepe watermassa's op het Europese continentaal plat (zogenaamde epicontinentale zeeën). Verder naar het zuiden is de Noordzee met de Atlantische Oceaan verbonden door Het Kanaal. De Golf van Biskaje vormt een inham van de oceaan in Europa ten noorden van het Iberisch Schiereiland.
De Atlantische Oceaan is via de Straat van Gibraltar verbonden met de Middellandse Zee en de Zwarte Zee, die Europa van Afrika en Voor-Azië scheiden. Ten zuiden van Gibraltar ligt de oceaan in een grote boog om Afrika heen, om enkele graden ten noorden van de evenaar een grote inham in Afrika te vormen, de Golf van Guinea. Ten zuiden van Afrika gaat de Atlantische Oceaan over in de Indische Oceaan. De grens bevindt zich tussen Kaap Agulhas en 60 graden zuiderbreedte. De grens met de Zuidelijke Oceaan, de watermassa rondom Antarctica, is de parallel op 60° zuiderbreedte. Deze puur willekeurige grens werd vastgesteld door de Internationale Hydrografische Organisatie.
Aan de westzijde gaat de Atlantische Oceaan ten zuiden van Zuid-Amerika (Kaap Hoorn) over in de Grote Oceaan. Ten noorden van Zuid-Amerika vormt de eilandboog van de Antillen de grens tussen de Atlantische Oceaan, de Caribische Zee en de Golf van Mexico. De laatste twee zeeën scheiden Noord- en Zuid-Amerika.

### Eilanden
In de Atlantische Oceaan liggen meerdere eilanden en archipels (eilandgroepen). 
Tussen het vasteland van Europa en Groenland liggen Groot-Brittannië, Ierland, Rockall, Faeröer en IJsland. 
Tussen Europa en Noord-Amerika liggen de Azoren en meer naar het zuiden voor de kust van Afrika liggen Madeira (met Porto Santo), de Ilhas Selvagens, de Canarische Eilanden en de Kaapverdische archipel. 
Voor de kust van Zuid-Amerika bevinden zich de Falklandeilanden en Zuid-Georgia en de Zuidelijke Sandwicheilanden. 
Ten noorden van Zuid-Amerika liggen de Caraïben (inclusief Cuba, Jamaica, Hispaniola en de Antillen), en iets verder ter hoogte van Florida, de Bahama's en Bermuda. 
Midden in de oceaan liggen Sint-Helena, Ascension, Tristan da Cunha, Fernando de Noronha en de Azoren.

### Morfologie

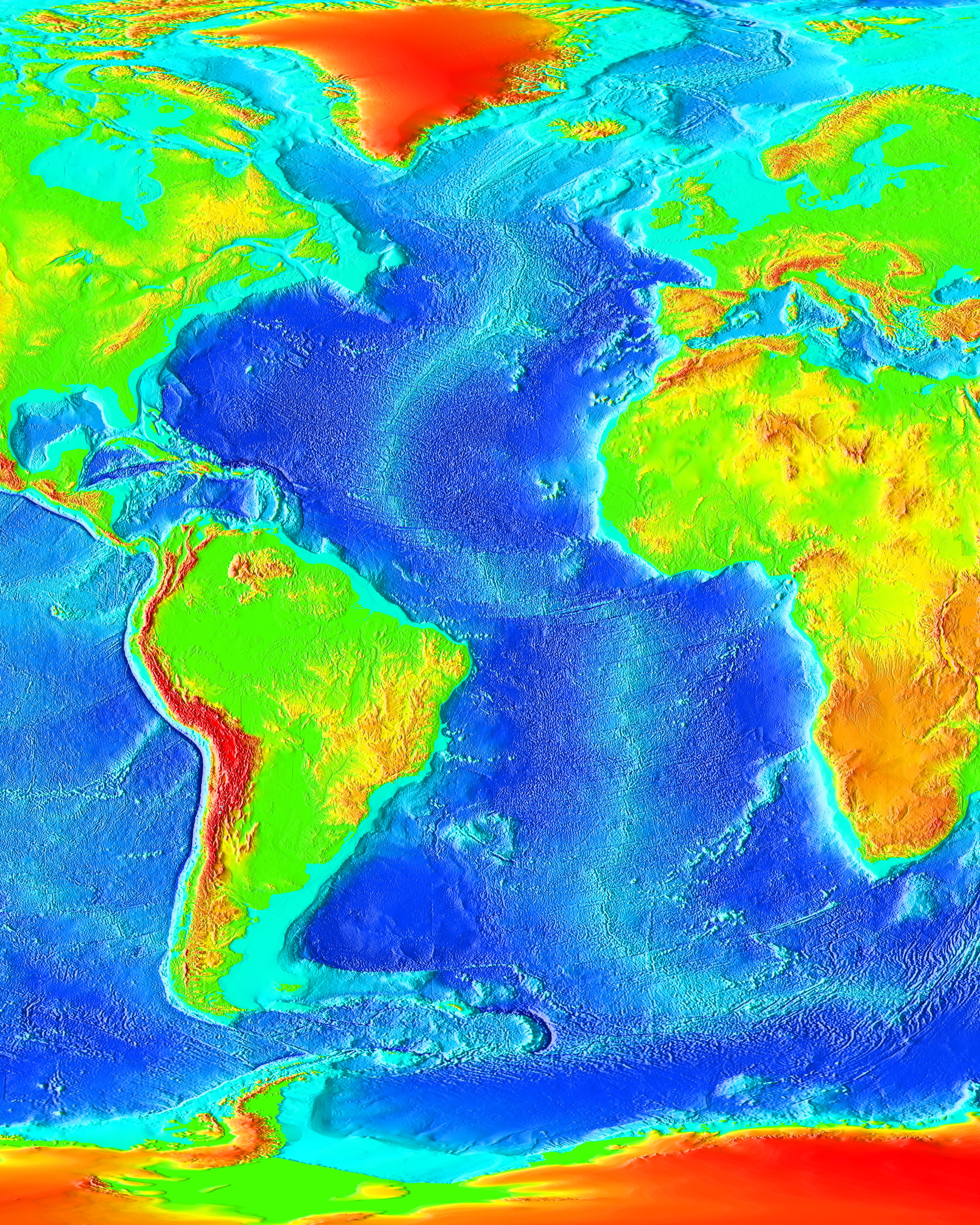
Bathymetrische kaart van de Atlantische Oceaan, een kaart waarop de oceaandiepte door een kleurengradiënt wordt weergegeven.

Het verloop van de oceaanbodem wordt de bathymetrie genoemd. Toen men halverwege de 20e eeuw begon de diepte van de Atlantische oceaanbodem in kaart te brengen, bleek de bathymetrie opmerkelijk simpel. In het midden van de oceaan bevindt zich een continue onderzeese bergrug, die de Mid-Atlantische Rug wordt genoemd. Van de rug af is de bathymetrie bijna perfect symmetrisch: de diepte van de oceaan neemt van de rug af toe. De oceaanbodem wordt zo gescheiden in twee bekkens. De dieptetoename is het sterkst dicht bij de rug. Verder van de rug af is de helling zo gering dat men van abyssale vlaktes spreekt. Deze diepgelegen vlaktes zijn de vlakste delen van het aardoppervlak. De gemiddelde diepte van de top van de Mid-Atlantische Rug is ongeveer 2500 m, terwijl de abyssale vlaktes veel dieper liggen, tussen de 3700 en 5500 meter.
De Mid-Atlantische Rug is van noord naar zuid 15.000 km lang. De rug werd rond 1950 ontdekt en gekarteerd door middel van echoloodmetingen. Later werd de bathymetrie met de Spaceshuttle Challenger nauwkeuriger in beeld gebracht. Op sommige plaatsen steekt de rug boven het wateroppervlak uit, zoals bij IJsland, Sint-Helena en de Azoren. De rug is maximaal ongeveer 1590 km breed. Opmerkelijk is dat zich over vrijwel de gehele lengte in het midden van de rug een kleine depressie bevindt. Deze wordt gevormd door een geologische slenk.
Op het relatief simpele verloop van de bathymetrie bestaan veel uitzonderingen. Loodrecht op de Mid-Atlantische Rug liggen veel minder prominente transversale ruggen, die soms doorlopen tot de continentale randen. Ze verdelen de oceaanbodem in talrijke bekkens. Grotere bekkens ten noorden van de evenaar zijn het Blake-, Guyana-, Noord-Amerikaanse, Kaapverdisch en Canarisch Bekken. Ten zuiden van de evenaar liggen het Angola-, Kaap-, Argentinië- en Braziliëbekken.
Langs de randen van het continentaal plat is de continentale helling doorsneden met diepe kloven.
Hoewel de Atlantische Oceaan grotendeels wordt begrensd door passieve marges, liggen op enkele plekken oceanische troggen. De Trog van Puerto Rico, in de Noord-Atlantische Oceaan is de diepste daarvan. Het diepste punt van deze trog ligt op 8605 meter. Andere troggen langs de Atlantische Oceaan zijn de Laurentiatrog ten oosten van de Canadese kust, de South-Sandwichtrog, die een diepte bereikt van 8428 meter, en de Romanchetrog, die in de buurt van de evenaar ligt en een diepte bereikt van ongeveer 7454 meter.

## Geologie

### Vorming
De Atlantische Oceaan begon zich ongeveer 160 miljoen jaar geleden te vormen, door het opbreken van het oercontinent Pangea.
De Atlantische Rug is de plek waar de oceaan zeer langzaam aangroeit, als gevolg van een proces dat oceanische spreiding wordt genoemd en een belangrijk onderdeel is van platentektoniek. Onder de oceaanbodem is de convectiestroming in de aardmantel opwaarts gericht. Onder het oppervlak smelt gesteente, zodat magma gevormd wordt. Langs de Mid-Atlantische Rug kunnen dan ook veel vulkanen gevonden worden, waarvan de meeste zich onder de zeespiegel bevinden. Sterker: mid-oceanische ruggen zijn de vulkanisch actiefste delen van de Aarde. Het gestolde magma vormt nieuwe oceaankorst, die aan weerszijden van de rug af beweegt, zodat de oceaan langzaam breder wordt. De afstand tussen enerzijds het supercontinent Amerika en anderzijds de continenten Europa en Afrika neemt met ongeveer 3 cm per jaar toe.
Hoe verder van de rug vandaan, des te ouder de oceaanbodem is. Ook na de stolling van magma op de oceaanbodem gaat het afkoelen van de oceaankorst door. Met het afkoelen neemt de dichtheid van de oceaankorst toe. Oudere delen van de oceaankorst zijn daarom zwaarder en liggen dieper op de aardmantel. Daardoor neemt de diepte van de oceaan van de rug af toe.

### Sedimentatie
Sedimenten van de oceaanbodem kunnen op grond van herkomst worden onderverdeeld in drie soorten. Terrigene afzettingen zijn sedimenten waarvan de oorsprong op het land ligt. Ze zijn vaak siliciclastisch van aard, wat wil zeggen dat ze silica bevatten. Voorbeelden zijn zand en silt. Deze materialen zijn meestal te vinden op het continentaal plat en zijn het dikst voor mondingen van grote rivieren en woestijnkusten, waar de wind dergelijke materialen makkelijk van het land af kan transporteren.
Pelagische afzettingen bestaan uit de overblijfselen van organismen die naar de oceaanbodem zijn gezonken. Deze sedimenten kenmerken zich door een zeer kleine korrelgrootte. Pelagisch sediment is vrijwel altijd klei of uit microscopisch kleine silicaskeletjes bestaande modder ("ooze"). Onder de fossiele micro-organismen hierin zijn Globigerina en Pteropoda. Het grootste deel van de oceaanbodem is bedekt met een laag pelagisch sediment, waarvan de dikte varieert tussen 60 en 3300 meter. Hoe verder van de Mid-Atlantische Rug af, des te dikker de laag sediment. De laag is het dikst in de troggen, met name bij het Hamiltonrug.
Een derde type sediment zijn authigene afzettingen zoals mangaanknollen. Ze komen voor op plekken waar de overige sedimentatie langzaam verloopt, zoals in de Hewett Curve.

## Geschiedenis
De eerste Europeanen die de Atlantische Oceaan op grote schaal verkenden, waren de Vikingen en Portugezen. Nadat Christoffel Columbus de oversteek had gemaakt naar Amerika nam het verkeer over de oceaan snel toe als gevolg van de kolonisatie van de Nieuwe Wereld. In 1833 maakte het eerste volwaardige stoomschip Royal William de oversteek. In 1819 werd dit schip al voorafgegaan door de Savannah die ook een stoommachine aan boord had, maar het grootste deel van de reis zeilde. In 1866 werd door de Amerikaanse zakenman Cyrus Field de eerste trans-Atlantische telegraafkabel aangelegd tussen Ierland en Newfoundland. De eerste non-stop overtocht met een vliegtuig vond plaats op 14 juni 1919 toen John Alcock en Arthur Whitten Brown in een Vickers Vimy bommenwerper van Newfoundland naar Ierland vlogen. De eerste non-stop solovlucht werd op 21 mei 1927 uitgevoerd door Charles Lindbergh in de The Spirit of St. Louis.